# Diphyus nigrotergops
Diphyus nigrotergops là một loài tò vò trong họ Ichneumonidae.